# Снежный пейзаж (Ван Гог)
«Снежный пейзаж» (фр. Paysage enneigé) — картина Ван Гога, написанная в 1888 году, одна из десяти картин и акварелей с заснеженным ландшафтом, написанных художником с 1882 по 1889 годы. Находится в музее Соломона Гуггенхейма в Нью-Йорке (США). Картина изображает поля в окрестностях Ла-Кро напротив аббатства Мон-Мажур и соседних холмов на горизонте.

## История
«Снежный пейзаж» был написан 35-летним художником, когда Ван Гог жил в Арли на юге Франции. Это было вершиной его карьеры, здесь он создал некоторые из своих лучших работ, такие как поля, фермы и люди в окрестностях Арля, Нима и Авиньона.
Это была совсем другой местностью, чем та, которую он знал в Нидерландах и Париже. У людей были тёмные волосы и кожа, они говорили на языке, который звучал скорее больше по-испански, чем по-французски. Цвета были яркими. Местность менялась от равнин до гор. Здесь Ван Гог нашёл «блеск и свет, который смывает детали и упрощает формы, сводя мир вокруг него к образцу, которым он восхищается в японских деревянных гравюрах», и где «эффект солнца улучшает контуры композиции и уменьшает нюансы цвета в несколько ярких контрастов».

## Описание
Когда Ван Гог приехал в Арль в феврале 1888 года, земля была покрыта снегом из-за рекордно низких температур. Однако во время написания картины снег начал таять. Считается, что эта картина является одной из его первых картин, выполненных в Арле. В письме своему брату Тео от 24 февраля 1888 года Ван Гог описывает, что за три дня он закончил три картины, одна из которых «Снежный пейзаж».

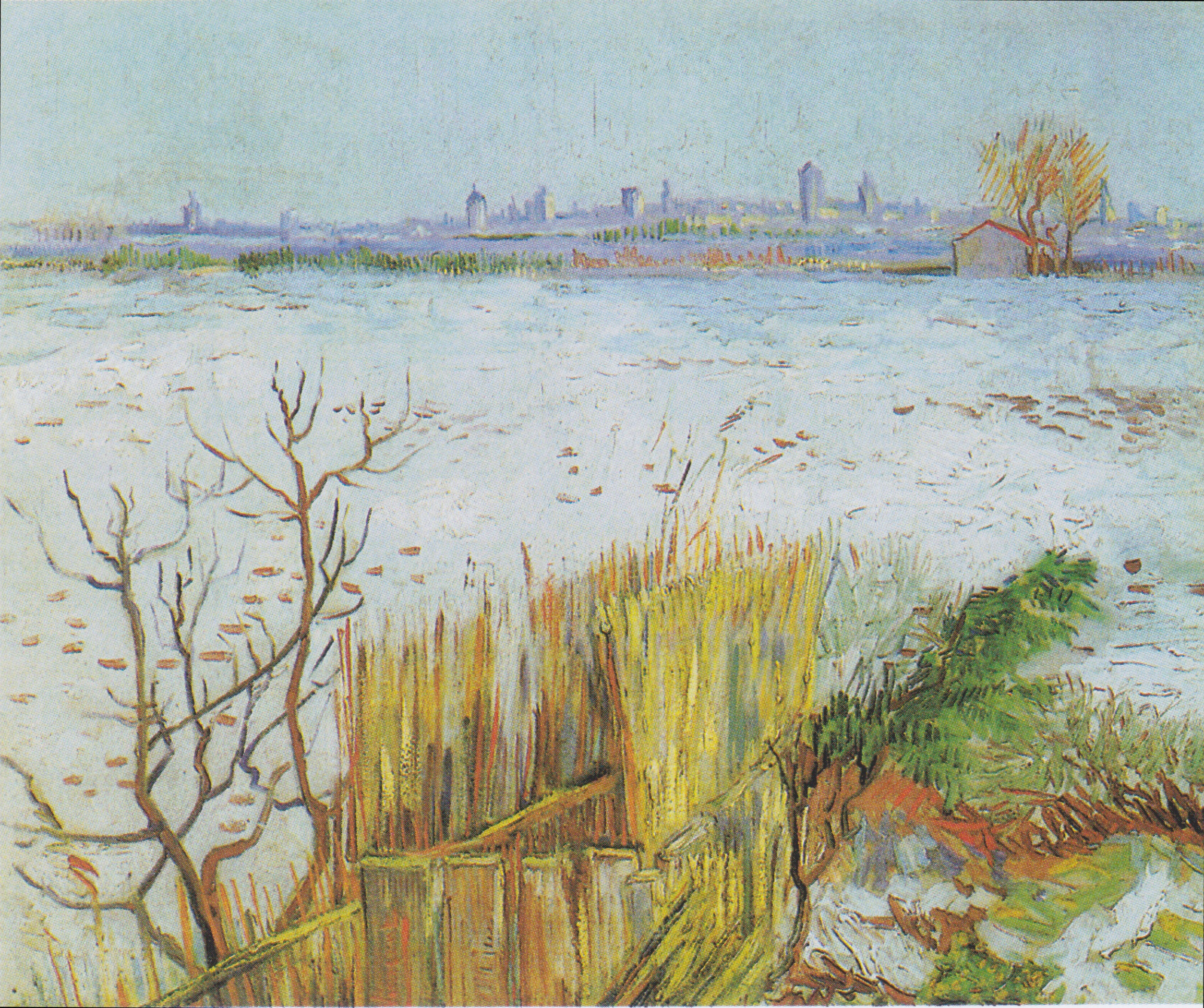
«Снежный пейзаж на фоне Арля», 1888.

Картина выполнена на равнине Ла-Кро с аббатством Мон-Мажур на заднем плане. Взгляд в первую очередь привлекает дорога, которая начинается в левом нижнем углу полотна и проходит прямо к деревьям, холмам и заснеженным горам на горизонте. Горизонтальные мазки подчеркивают равнину, которая заполняет большую часть картины. Напряжение создается диагональными штрихами дороги, пересекающей равнину. Ван Гог использует цвет для изображения компонентов ландшафта: белый и фиолетовый используются для снега, коричневый, зелёный и синий используются для передачи луж и слякоти, оставшиеся от растаявшего снега. Пучки травы вдоль дороги окрашены в жёлтый цвет. Пейзаж акцентирован красными крышами вдоль горизонта, коричневой собакой, коричневой курткой и чёрной шляпой человека, идущего по полю.
Ван Гог был страстным коллекционером японских художественных гравюр и, возможно, был вдохновлён гравюрами со снежными сценами. В таком случае он сохранил стандарты, используемые в голландских пейзажных картинах, которые используют тёмно-зелёные и коричневые цвета на переднем плане и оттенки синего для изображения неба. Что необычно в этой картине, так это высокостоящий горизонт, внимание зрителя сосредоточено на переднем плане и земле, ведущей к дому, почти, как если бы художник шёл позади человека и собаки на поле. Несколько дней спустя, после новой снежной бури, Ван Гог нарисовал другой похожий, но менее детализированный пейзаж — «Снежный пейзаж на фоне Арля».

## В популярной культуре
В сентябре 2017 года президент США Дональд Трамп и первая леди Мелания Трамп обратились в музей Соломона Гуггенхайма с просьбой одолжить «Снежный пейзаж» для украшения жилых помещений в резиденции Белого дома. Художественный руководитель и главный куратор музея Нэнси Спектор отказалась. Вместо этого она предложила Белому дому «Америку» — скульптуру унитаза из 18-каратного золота работы современного итальянского художника Маурицио Каттелана, но эта инсталляция не состоялась.